# Lago Oculto
Der Lago Oculto (von spanisch oculto ‚geheim, verborgen, verdeckt‘) ist ein See auf der Livingston-Insel im Archipel der Südlichen Shetlandinseln. Er liegt am Kap Shirreff, dem nördlichen Ende der Johannes-Paul-II.-Halbinsel.
Wissenschaftler der 45. Chilenischen Antarktisexpedition (1990–1991) benannten ihn nach seiner durch zahlreiche ihn umgebenden Hügel versteckten geographischen Lage.